# Rio Sakuma
Rio Sakuma (jap. 佐久間 理央, Sakuma Rio; * 14. April 1997 in Niigata, Präfektur Niigata) ist ein japanischer Fußballspieler.

## Karriere

### Verein
Rio Sakuma erlernte das Fußballspielen in der Jugendmannschaft des japanischen Erstligisten Albirex Niigata in Niigata sowie in der Universitätsmannschaft der Ryūtsū-Keizai-Universität. Als Jugendspieler wurde er die Saison 2018 und 2019 an Ryūtsū Keizai Dragons Ryūgasaki ausgeliehen. Mit dem Verein aus Ryūgasaki spielte er in der vierten Liga, der Japan Football League. Seinen ersten Profivertrag unterschrieb der Innenverteidiger 2020 bei Albirex Niigata (Singapur). Der Verein ist ein Ableger des japanischen Zweitligisten Albirex Niigata und spielt in der höchsten singapurischen Fußballliga, der Singapore Premier League. 2020 feierte er mit Albirex die singapurische Meisterschaft. Nach 14 Erstligaspielen wechselte er Anfang 2021 nach Kambodscha. Hier schloss er sich dem Erstligisten National Defense Ministry FC. Der Verein aus Phnom Penh spielte in der ersten Liga, der Cambodian League. Nach einem Jahr kehrte er nach Singapur zurück. Hier schoss er sich dem Erstligisten Geylang International an.

### Nationalmannschaft
Rio Sakuma spielte 2016 einmal in der singapurischen U16-Nationalmannschaft. 

## Erfolge
Albirex Niigata (Singapur)
Singapurischer Meister: 2020